# Egidio Sampieri
Egidio Sampieri OFM (* 22. Januar 1928; † 26. August 2000) war ein römisch-katholischer Ordensgeistlicher und Apostolischer Vikar von Alexandria in Ägypten.

## Leben
Egidio Sampieri empfing am 7. September 1952 das Sakrament der Priesterweihe für die Ordensgemeinschaft der Franziskaner.
Am 29. April 1978 wurde er zum Titularbischof von Ida in Mauretania und zum Apostolischen Vikar von Alexandria in Ägypten sowie von Port Said und von Heliopolis in Ägypten ernannt. Die Bischofsweihe spendete ihm am 30. Juni desselben Jahres in der Kathedrale St. Katharina in Alexandria der Apostolische Nuntius in Ägypten, Erzbischof Achille Glorieux; Mitkonsekratoren waren der koptisch-katholische Bischof von Assiut, Youhanna Nueir OFM, und der syrisch-katholische Bischof von Kairo, Basile Moussa Daoud.
Mit der Auflösung der Apostolischen Vikariate Port Said und Heliopolis in Ägypten durch das Dekret Cum olim der Kongregation für die orientalischen Kirchen am 30. November 1987 und die Angliederung ihres Territoriums zum Apostolischen Vikariat Alexandria in Ägypten wurde Bischof Egidio Sampieri zum Apostolischen Vikar des vereinigten Apostolischen Vikariates. Dieses Amt bekleidete er bis zu seinem Tod am 26. August 2000.